# 大杧岛
大杧岛是中国广东省珠海市西南部的一座無人島，隸屬金灣區管轄，地处黄茅海出口，位於高栏岛高欄港西方約6公里，與南方的荷包島以寬約3公里的大灣相隔，周遭還有三角山島、獺洲、杧仔島等小島。全島面積5.38平方公里，為高欄列島第四大島，最高點位於該島北側的大杧山，海拔269公尺。岛上物种丰富，2000年成立了市级的珠海大杧岛野生动物放养保护区，但2009年被撤销。
2009年，高欄港的大（杧）荷（包）防波堤動工，連接大杧岛與西南方的杧仔島，以及南方的荷包島，迄2013年完工。